# Oksydaza cytochromu c

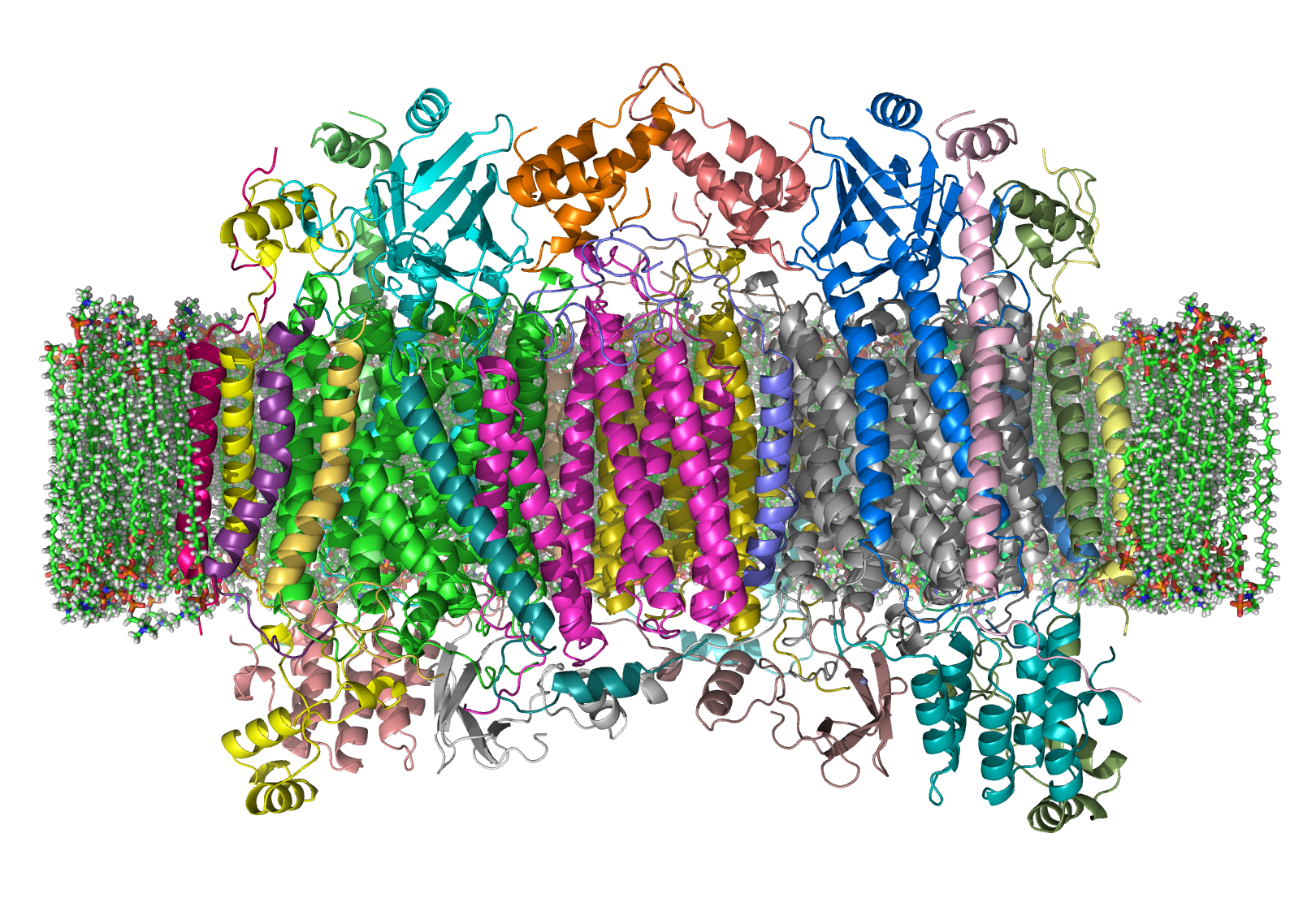
Struktura krystaliczna wołowej oksydazy cytochromu c w dwuwarstwie lipidowej. Przestrzeń międzybłonowa u góry.

Oksydaza cytochromu c (też oksydaza cytochromowa, kompleks IV łańcucha oddechowego) – to duży transbłonowy kompleks białkowy błony wewnętrznej mitochondrium oraz bakterii. Jest to ostatnie białko łańcucha oddechowego (IV). Odbiera elektrony (utlenia) z cytochromów c i przenosi je na cząsteczkę tlenu, redukując go, wskutek czego po przyłączeniu jonów H+ powstają dwie cząsteczki wody. Podczas tego procesu, przenosi także przez błonę cztery jony H+, wspomagając powstawanie potencjału chemiosmotycznego.
Reakcja:
{\displaystyle \mathrm {4Fe_{cyt.c}^{2+}+8H_{in}^{+}+O_{2}\rightarrow 4Fe_{cyt.c}^{3+}+2H_{2}O+4H_{out}^{+}} }
Kompleks oksydazy cytochromu c to duża jednostka, modyfikowana poprzez lipidację, złożona z kilku grup prostetycznych opartych na metalach (2 hemy – a i a3, 2 centra miedziowe – CuA i CuB) oraz 13 podjednostek białkowych (ssaki). U ssaków, 10 z nich jest kodowana jądrowo, a 3 przez genom mitochondrialny (mtDNA). Właściwa reakcja redukcji tlenu zachodzi przy wspólnym udziale hemu a3 i centrum CuB, jakkolwiek jej dokładny mechanizm wciąż jest przedmiotem badań.
Krystalograficzne badania struktury kompleksu ujawniły modyfikacje posttranslacyjne polegająca na połączeniu węgla C6 Tyr(244) z ε-N His(240). Związana w ten sposób tyrozyna, służy prawdopodobnie jako donor wodoru, dostarczający protonów i elektronów, potrzebnych do redukcji cząsteczki tlenu (O2).
Cyjanek, siarkowodór, azydek i tlenek węgla wiążą się do oksydazy cytochromu c, inhibując jej funkcje, co w rezultacie owocuje upośledzeniem oddychania komórkowego. Może prowadzić to do śmierci komórki, a w dalszych etapach tkanki, a nawet całego organizmu.